# Belarra
Belarra es una localidad española perteneciente al municipio de Sabiñánigo, en el Alto Gállego, provincia de Huesca, Aragón. Se ubica en el valle de la Guarguera.

## Geografía
Belarra se encuentra al pie de la sierra de Belarra, a la que el pueblo da nombre. 

## Demografía

### Localidad
Datos demográficos de la localidad de Belarra desde 1900:
| 43                    | 47 | 40 | 52 | 65 | 47 | 34 | 14 | 0 | 2 | 4 | 3 | 9 |
| (Fuente: IAEST e INE) |    |    |    |    |    |    |    |   |   |   |   |   |

- Datos referidos a la población de derecho.

### Antiguo municipio
Datos demográficos del municipio de Belarra desde 1842:
| 56            | -- | -- | -- | -- | -- | -- | -- |
| (Fuente: INE) |    |    |    |    |    |    |    |

- Entre el censo de 1857 y el anterior, este municipio desaparece porque se integra en el municipio de Ordovés y Alavés.
- Datos referidos a la población de derecho, excepto en los censos de 1857 y 1860 que se refieren a la población de hecho.

## Monumentos
- Ermita de San Ramón Nonato (siglo XII-XIII). Planta rectangular, ábside semicircular con bóveda de medio cañón, cubiertas de losa. En el interior se contempla un bello pavimento de cantos rodados.[4]